# Мария Гаспарина Саксен-Альтенбургская
Мария Гаспарина Амалия Антуанетта Каролина Елизавета Луиза Саксен-Альтенбургская (нем. Maria Amalia Gasparin Carolina Antoinette Elisabeth Louise von Sachsen-Altenburg; 28 июня 1845, Мюнхен, королевство Бавария — 5 июля 1930, Зондерсгаузен) — принцесса Саксен-Альтенбургская из династии Веттинов, в браке — княгиня Шварцбург-Зондерсгаузенская, супруга князя Карла Гюнтера.

## Биография
Мария Гаспарина — второй ребёнок в семье Эдуарда Саксен-Альтенбургского и его второй супруги Луизы Каролины Рейсс-Грейцской. У неё был родной брат принц Альберт и сводные две сестры от первого брака отца с принцессой Амалией Гогенцоллерн-Зигмаринген, Тереза и Антуанетта. При рождении её было дано имя Мария Гаспарина Амалия Антуанетта Каролина Елизавета Луиза Саксен-Альтенбургская (нем. Maria Amalia Gasparin Carolina Antoinette Elisabeth Louise von Sachsen-Altenburg).

Мария рассматривалась английской королевой Викторией как возможная супруга её старшего сына принца Уэльского Эдуарда (с 1901 года — король Эдуард VII). Лондонские газеты сообщали, что королева выбрала своему сыну семь принцесс, которые соответствовали его статусу, были протестантами и моложе самого принца. Пятью другими возможными супругами были Мария Нидерландская, Елизавета, принцесса Вид, Анна Гессен-Дармштадтская, Александрина Прусская и Александра Датская. 
Принцесса Мария Гаспарина была исключена из списка самой королевой, считавшей «её девушкой с отвратительным вкусом и неприятной матерью». Принц Уэльский впоследствии женился на Александре Датской.
12 июня 1869 года принцесса вышла замуж за Карла Гюнтера, наследного князя Шварцбург-Зондерсгаузена, сына князя Гюнтера Фридриха Карла II. Свадьба состоялась в Альтенбурге. Карл Гюнтер стал князем Шварцбург-Зондерсгаузена в 1880 году после отречения престарелого отца, а Мария Гаспарина стала княгиней. В браке детей не было, династия Шварцбург-Зондерсгаузен прервалась. Преемником Карла Гюнтера в 1909 году стал его двоюродный брат Гюнтер Виктор Шварцбург-Рудольштадтский.
Мария Гаспарина прожила долгую жизнь и умерла 5 июля 1930 года в Зондерсгаузене на 86 году жизни.